# Bengt Pamp
 Bengt Torsten Pamp, född 3 november 1928 i Västra Karups församling, Kristianstads län, död 26 mars  2001 i Sankt Hans församling, Lund, Skåne län, var en svensk språkforskare. Han var arkivchef vid Dialekt- och ortnamnsarkivet i Lund mellan 1973 och 1993. Han blev docent i nordiska språk vid Lunds universitet 1965 och publicerade arbeten om bland annat svenska dialekter, svensk språkhistoria och ortnamnen i Skåne. Han var redaktör för Arkiv för nordisk filologi 1988–1996, tillsammans med Christer Platzack.